# Список знаменосцев ФРГ на Олимпийских играх
Это список знаменосцев, которые представляли ФРГ на Олимпийских играх.
Знаменосцы несут национальный флаг своей страны на церемонии открытия Олимпийских игр.
| #  | Год, Место         | Сезон | Имя Фамилия         | Вид спорта                  |
| -- | ------------------ | ----- | ------------------- | --------------------------- |
| 1  | 1968, Гренобль     | Зима  | Ханс Пленк          | Санный спорт                |
| 2  | 1968, Мехико       | Лето  | Вильфрид Дитрих     | Борьба                      |
| 3  | 1972, Саппоро      | Зима  | Вальтер Демель      | Лыжные гонки                |
| 4  | 1972, Мюнхен       | Лето  | Детлеф Леуе         | Гребля на байдарках и каноэ |
| 5  | 1976, Инсбрук      | Зима  | Вольфганг Циммерер  | Бобслей                     |
| 6  | 1976, Монреаль     | Лето  | Ханс Гюнтер Винклер | Конный спорт                |
| 7  | 1980, Лейк-Плэсид  | Зима  | Урбан Хеттих        | Лыжное двоеборье            |
| 8  | 1984, Сараево      | Зима  | Моника Пфлуг        | Конькобежный спорт          |
| 9  | 1984, Лос-Анджелес | Лето  | Вильхельм Кухвейде  | Парусный спорт              |
| 10 | 1988, Калгари      | Зима  | Петер Ангерер       | Биатлон                     |
| 11 | 1988, Сеул         | Лето  | Райнер Климке       | Конный спорт                |